# Sergio Livingstone
Sergio Roberto „Sapo“ Livingstone Pohlhammer (* 26. März 1920 in Santiago de Chile; † 11. September 2012 ebenda) war ein chilenischer Fußballtorwart, der sich nach seiner Fußballkarriere als Journalist etablierte. Auf Vereinsebene hatte  er in den 1940er und 1950er Jahren Erfolge mit CD Universidad Católica in seiner Heimatstadt. Mit der Nationalmannschaft Chiles nahm er unter anderem an der Fußball-Weltmeisterschaft 1950 in Brasilien sowie an sechs Südamerikameisterschaften teil und ist bis heute der Rekordspieler des Wettbewerbes. Er gilt als der erste große Fußballstar seines Landes.

## Leben
Sergio Livingstone wurde 1920 als Sohn einer schottischen Einwandererfamilie geboren. Sein Vater John Livingstone gilt als einer der Pioniere des Fußballsports in Chile, sogar als der Erste, der einen Fußball ins Land brachte. Er spielte beim Santiago National FC.

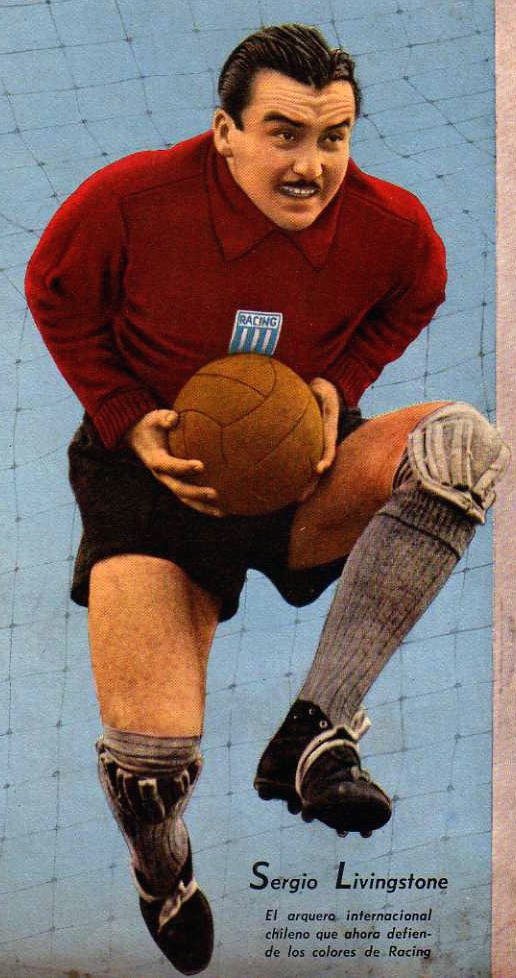
Sergio Livingstone im Trikot des Racing Club (1943)

Als Jugendlicher schloss sich Sergio Livingstone ursprünglich Unión Española an, kam dort aber kaum zum Spiel. Schließlich gab Livingstone den Fußball erst einmal auf, um an der Pontificia Universidad Católica de Chile Recht zu studieren. Dort kam er bald in Kontakt mit deren Fußballmannschaft und etablierte sich ab 1938 zwischen den Pfosten der Kampfmannschaft des CD Universidad Católica in Santiago de Chile.
Im Februar 1941 debütierte er noch als 20-Jähriger in der chilenischen Nationalmannschaft  bei der in Chile ausgetragenen Südamerikanischen Fußballmeisterschaft und gewann mit ihr deren Auftaktspiel gegen Ecuador mit 5:0. Chile wurde am Ende Dritter und Livingstone wurde zum besten Torwart des Turniers gewählt.
1943 wechselte er für die beachtliche Ablösesumme von 280.000 Pesos (damals etwa 24.000 US-Dollar) zum argentinischen Spitzenverein Racing Club in Avellaneda, einem industriellen Vorort der Hauptstadt Buenos Aires. Nach 30 Spielen für Racing kehrte er aber nach nur einem Jahr aus Sentimentalität zu Católica zurück.
Sergio Livingstone, oft auch El Sapo, „der Frosch“, genannt, gewann mit Universidad Católica in den Jahren 1949 und 1954 zwei Mal den chilenischen Meistertitel. 1955 widerfuhr dem Universitätsklub  dabei das Missgeschick, umgehend im Jahr nach der Meisterschaft abzusteigen, stieg aber unverzüglich wieder auf.
1957 wurde er für eine Spielzeit zum Ortskonkurrenten CSD Colo-Colo ausgeliehen. Nach seiner Rückkehr zu Universidad Católica beendete er dort 1959 im Alter von 39 Jahren seine Laufbahn.
Bis 1954 hütete Livingstone insgesamt 52 Mal das Tor der Nationalmannschaft, womit er bis 1963 Rekordnationalspieler Chiles war,  und nahm mit ihr bis 1953 an fünf weiteren Südamerikameisterschaften teil. 1945, ebenso in Chile, erreichte Chile dabei erneut einen dritten Rang. Insgesamt spielte er 34 Mal in der Südamerikameisterschaft, was bis heute Rekord ist. Ein weiterer Karrierehöhepunkt war die Teilnahme an der Fußball-Weltmeisterschaft 1950 in Brasilien, wo Livingstone bei allen drei Spielen, sowohl bei den beiden 0:2-Niederlagen gegen England und Spanien, als auch beim 5:2-Sieg gegen die USA, hinter sich greifen musste.
Nach Ende seiner aktiven Sportler-Karriere entwickelte sich Livingstone zu einem bedeutenden Sportjournalisten und arbeitete als Kommentator in Rundfunk und Fernsehen. Ab 1969 war er bei Televisión Nacional beschäftigt und wurde dort zur emblematischen Figur des Programms Zoom Deportivo, das von 1985 bis zu seiner Einstellung im Dezember 2011 für viele Chilenen den sonntäglichen Mittag definierte.
Im Jahre 2009 wurde eine Straße im Bezirk Independencia von Santiago nach Sergio Livingstone benannt.
Am 11. September 2012 verstarb Livingstone im Alter von 92 Jahren in Santiago de Chile.